# Villers-devant-Mouzon
 Villers-devant-Mouzon  es una población y comuna francesa, en la región de Champaña-Ardenas, departamento de Ardenas, en el distrito de Sedan y cantón de Mouzon.

## Demografía
| 107 | 93 | 69 | 82 | 130 | 116 |
| Para los censos de 1962 a 1999 la población legal corresponde a la población sin duplicidades (Fuente: INSEE [Consultar]) |    |    |    |     |     |